# Кочани (област Смолян)
Вижте пояснителната страница за други значения на Кочани.
Кочани е село в Южна България. То се намира в община Неделино, област Смолян.

## География
Село Кочани се намира в Източните Родопи. То е четвърто по големина след Гърнати, Средец и Кундево. То се намира в община Неделино.

## Редовни събития
Всяка година на 1 май се прави традиционен курбан, за да е добра реколтата от идващата година.